# Павловка (Мордовский район)
Па́вловка — село Мордовского района Тамбовской области, входящее в состав Новопокровского поссовета (территория бывшего Ленинского сельсовета).
Село расположено в центральной части района на берегах реки Пласкуши, одного из правых притоков реки Битюг, в 9 километрах от автомобильной трассы федерального значения Р193 (автодорога) Воронеж — Тамбов
Граничит Павловка со следующими населёнными пунктами и урочищами:
- Лукьяновка (Крутовка, в настоящее время урочище)
- Михайловка
- Пехота
- Петровка
- Пугачёвка (бывший хутор Павловский-1 или Пугачевский[2])
- Чибисовка (одно из названий Заветное, в настоящее время урочище)

## История
Территория современной Павловки, как и многих других сел на южных рубежах Тамбовщины, была заселена служилом людом — однодворцами. Преимущественно в этой местности были расселены выходцы из округи города-крепости Козлов (Мичуринск), в частности из села Изосимово, подтверждением является наличие деревни Изосимовка 2-я и урочища Изосимовка 1-я в ближайшей округе. Начиная с конца XVIII века земельные владения однодворцев «отрезалась» в пользу казны, а они, лишившись земли, фактически становилась государственными крестьянами. Земли из числа казённых в уезде жаловались различным государственным чиновникам, представителям старых дворянских и боярских фамилий и конечно же царским фаворитам и их многочисленным родственникам. Так в этих краях земли жаловались купеческим семьям города Тамбова, таким как Толмачевы и Григорьевы, мелким чиновникам-администраторам, среди которых старые роды Новосильцевых, Писаревых, Урнижевских.

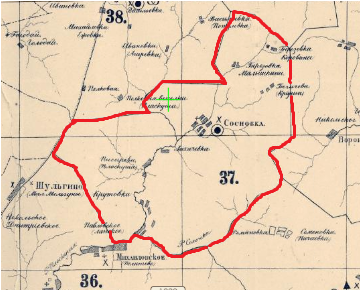
Сосновская волость Тамбовского уезда, 1883 год

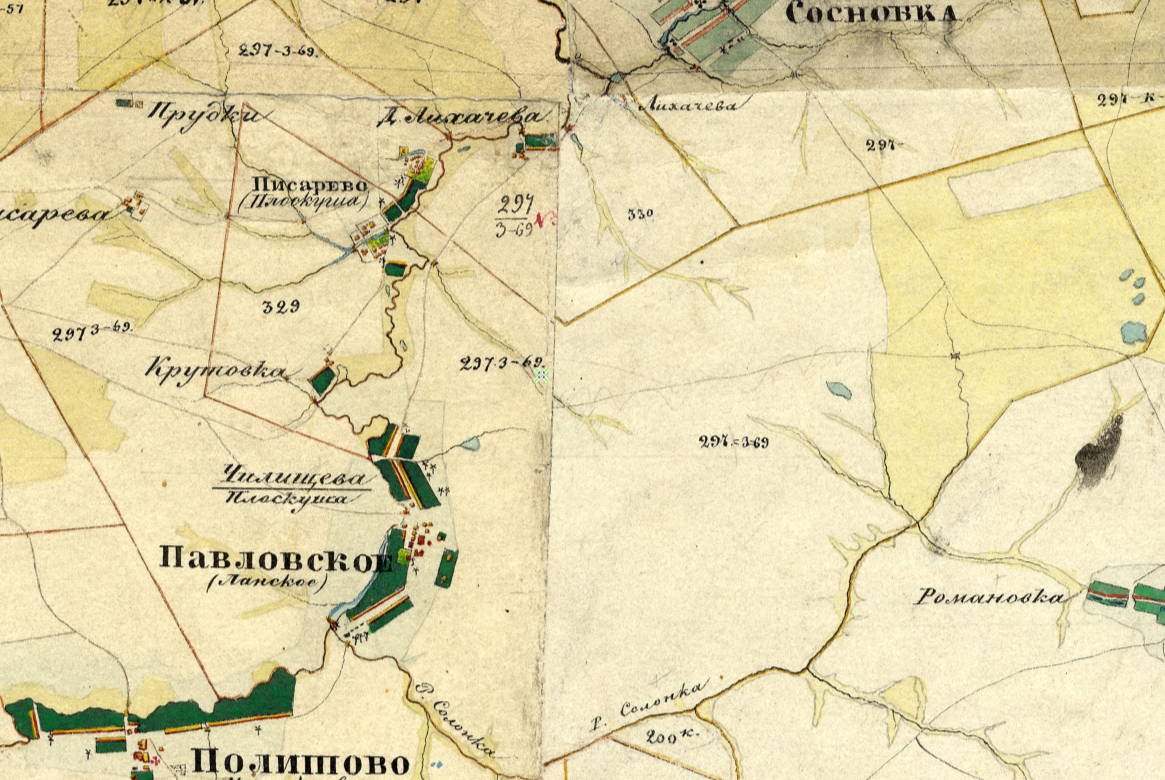
Павловка-Челищево на карте Менде, 1862 год

Начиналась поселение в устье реки Солонка, именно здесь на картах Российской Империи появилось сельцо Павловское — Ланское в составе Сосновской волости в Покрово-Марфинском стане Тамбовского уезда Тамбовской губернии.
Точной даты образования поселения нет. Указом императора Павла I о всемилостивейшем пожаловании казённой земли, так называемой дачи, в данной округе действительному камергеру Сергею Сергеевичу Ланскому и жене его тайной советнице Елизавете Ивановне Ланской было пожаловано более 5000 десятин земли. Вымежевана дача 22 июня 1798 года в округе деревни Пласкуша на левом берегу одноимённой реки из состава казённых дикопорозжних земель, земель, принадлежавших однодворцам, и урезания владений Новосильцевых и Писаревых. Елизавета Ивановна была при дворе среди наставниц великой княгини Александры Павловны, дочери императора, а Сергей Сергеевич был при дворе великого князя Александра Павловича, и в знак признания их заслуг перед императорской семьей и в качестве свадебного презента чета Ланских была пожалована таким щедрым подарком. Ойконим «Павловское» позже «Павловка» был образован как производное от имени собственного «Павел», что было типичным примером того времени и проявлением благосклонности владельца к правящему дому, к тому же по некоторым сведениям император стал для первенца Ланских крестным отцом.
К однодворцам, обитавшим в этих краях, и государственным крестьянам, полученным вместе с землей, Ланские подселили крестьян из своих родовых имений, располагавшихся в селах Яндовка, Туртень (Тюртень), Круглое, Замарайка все Ефремовского уезда Тульской губернии.
В ревизских сказках Тамбовской губернии и иных официальных документах поселение довольно долго именовалось сельцом Павловское. Обозначение населённого пункта как «сельцо» имело своё обоснование: Павловка не имела собственной церкви и было чисто владельческим селением.
В ревизской сказке 1834 года уже имеется следующая запись:
«Тамбовской губернии и уезда сельцо Павловское, Пласкуша тож. Тайного советника, сенатора Челищева Николая Александровича,
его супруги Марии Михайловны Челищевой, урождённой княгини Хованской, доставшиеся ей по купчей 1821 г. от тайной советницы Елизаветы Ивановны Ланской, дворовые люди и крестьяне…»

Помещики
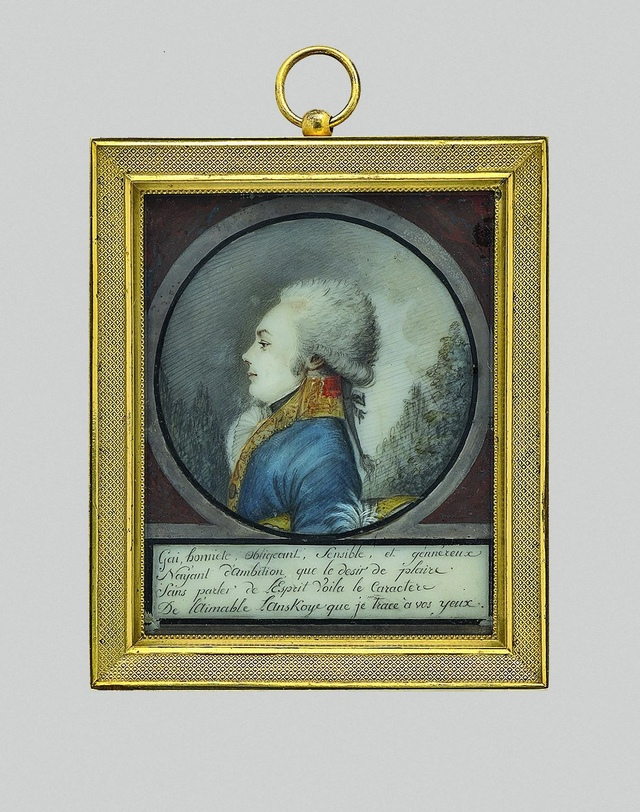
Ланской Сергей Сергееевич
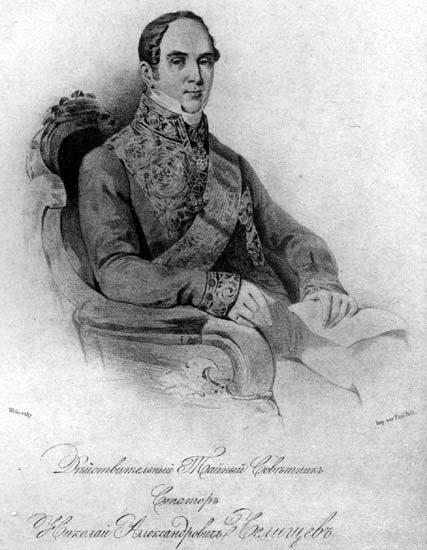
Николай Александрович Челищев
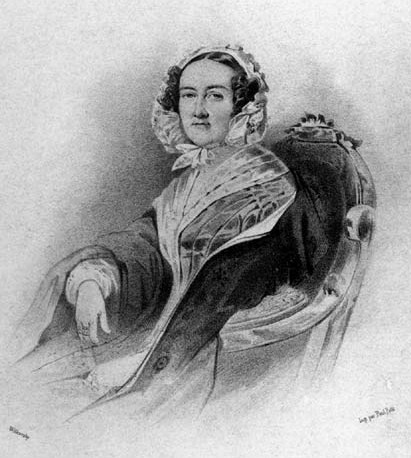
Мария Михайловна Челищева
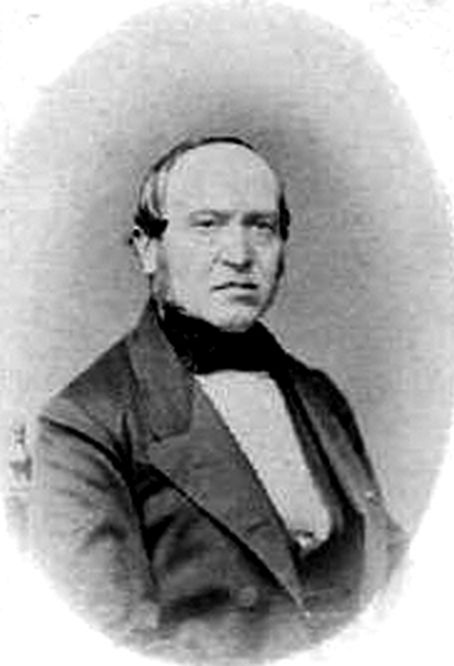
Михаил Николаевич Челищев
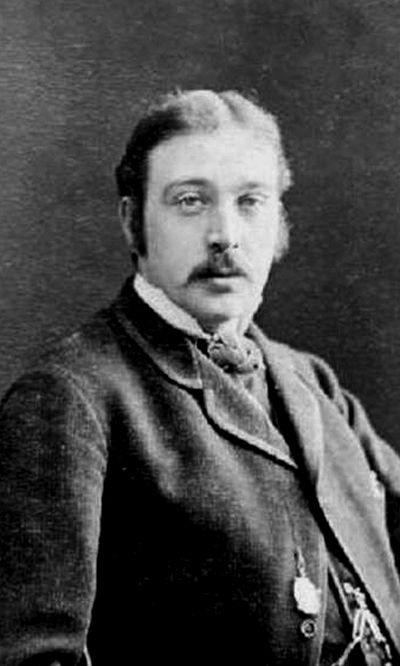
Алексей Михайлович Челищев
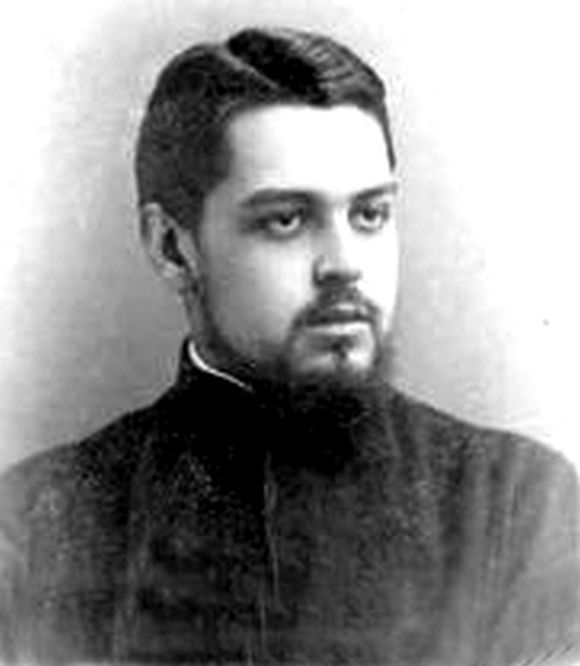
Фёдор Алексеевич Челищев

В 1834 приказчиком у господ Челищевых значился дворовой Степан Евменов сын Ильина
Экономия (имение) графа Челищева на землях, купленных у вдовствующей Ланской вместе с сельцом Павловское, насчитывала более 2000 десятин. Кроме того Ланская передала по купчей также практически всех своих крестьян и дворовых людей: 412 из 415 человек, а 3 дворовых человек отправила в мызу Гатобужи в окрестностях Санкт-Петербурга.
Одновременно с покупкой Павловского супруги Челищевы выкупили у Ланской земли в окрестностях села Большая Талинка Тамбовского уезда (в настоящее время Тамбовский район Тамбовской области), откуда переселили крестьян в Павловку. В Большой Талинке и окрестных селах, например: в Столовом, Керше, Старом Челищеве (она же Большая Талинка, но на реке Дальняя Керша), Малой Талинке и Марьевке (Выселки Челищево) распространены те же фамилии, что и в павловской округе: Зимарины, Пучнины, Букатины, Сыщиковы, Ступниковы, Косёнковы, Жирковы, Перелыгины, Дробатухины, Чекалины, Косовы, Горюшины, Левины, Беляковы, Лавленцевы, Опаркины, Коноваловы, Лапины, Баженовы, Можаровы, Севодины, Маркины, Арчаковы. Большеталинские крестьяне — потомки монастырских крестьян, переведенных Святителем Питиримом на селитьбу из Черниева монастыря (Шацкий уезд) для работы на монастырских полях и промыслах (рыбной ловле и бортничестве), а также обслуживания архиерейской вотчины (архиерейские крестьяне).
Также потомки Челищевых переселяли своих крестьян между имениями, так например в Павловке, Федяшеве и Старом Челищеве встречается фамилия Тарураевы. Имеются сведения о перемещения крестьян между Павловским и другими владениями Челищевых: Лугань, Шарово, Игрицкое (Брянская область), Силино (Тульская область), Никольское и Староникольское (Оренбургская область), там встречаются фамилии: Лычагин, Косов, Шип(б)ков, Перелыгин,Непрокин
Уточнение границ владений Челищевых, было проведено в период с 1839 по 1852 год. В это время Тамбовская посредническая комиссия по полюбовному специальному размежеванию пыталась устранить тесное чересполосное владение землями между помещиками и разными категориями крестьян, которое образовалось в результате бессистемного освоения земель в XVI—XVII веках, хаотичного жалования государством и перекупкой среди помещиков, имевших место в XVIII веке. Так сельцо Павловское стало в себя включать земли деревни Пласкуши, принадлежавшей Новосильцевым, а также часть земель их родственников Писаревых, которым принадлежала современная Петровка и большое село Писаревка, сейчас это урочище рядом с Барским прудом напротив урочища Большая Лихачёвка.
К 1860 году владения Челищевых были не маленькими — более 3900 десятин земли или около 4300 га. На этом пространстве земли проживало две категории крепостных людей, которых считали по душам: более 600 душ крестьян и свыше 40 душ дворовых господ Челищивых, при этом при расчете числа душ крепостных людей брались только лица мужского пола. Более 150 семейных пар находились на издельном тягле (барщине) у Челищевых. Все население размещалось в 102 дворах. Крепостные крестьяне имели в личном пользовании около 3 га, в том числе земля под домом, пахотная земля и сенокос, и около 4 га земли помещика приходилось на каждую душу..
В своем имении Челищевы, в частности сын Михаил и внук Алексей, наладили образцовое хозяйство: овчарный завод насчитывал 1012 голов, а на конном заводе лошадей было 149 голов. Лошади были рысистой породы известнейшего конезаводчика Тамбовской губернии В. П. Воейкова, жившего неподалёку в селе Лавровка (в настоящее время Лаврово) и давшего начало Конезаводу № 14. Также известно, что конный завод помещиков Челищевых в 1916 году значился в числе постоянных случных пунктов Тамбовской губернии, трудился здесь жеребец по кличке «Рогдай», полученный Федором Алексеевичем Челищевым от курского конезаводчика Андрея Аркадьевича Щекина.
В период Крестьянской реформы М. Н. Челищев и крестьяне по обоюдному соглашению составили Уставную грамоту, после чего жители села пользовались своим правом выкупа наделов у помещиков Челищевых, так на селе стали появляться первые крепкие крестьянские хозяйства. Также господа Челищевы отпускали многих на волю ещё до проведения данной реформы.
По подворной переписи 1884 года Павловка-Челищево было самое большое селение Сосновской волости и насчитывало 276 домохозяйств при населении в 1676 человек обоих полов, а в 1914 году население было уже 2367 человек обоих полов. В селе функционировало 8 ветряных мельниц, имелось кустарное производство кирпича, о чём свидетельствуют ямы для его обжига на берегу Кашарского пруда. Кустарное производство кирпича особенно процветало в 1907—1908 гг в период строительство по соседству в селе Новопокровка сахарного завода. Также в селе имелось производства кирпича-сырца для строительства саманных изб. Он был самым доступным строительным материалом для возведения жилья и надворных построек. Местами в селе до сих-пор можно встретить надворные постройки из самана.
Результаты революции 1917 года разорили помещиков Челищевых, имение c господским каменным домом было стерто с лица земли, от былого великолепия остался лишь «барский» сад.
Не обошло стороной эти края и Тамбовское восстание, Павловка и близлежащие окрестности по приказу командующего войсками Тамбовской губернии М. Н. Тухачевского были отнесены ко 2-му боеучастку. В окрестностях села вела боевые действия Первая партизанская повстанческая армия под командованием Александра Васильевича Богуславского (Чекалова), в частности 13-й Битюгский партизанский полк, сформированный в Абакумовке.
Грабительская продразверстка советской власти привела к разорению большинства крестьян, которых новая власть унизительно окрестила «кулаками». В ходе коллективизации, проведенной в 1928—1932 годах властью при поддержки деревенской бедноты проводилось раскулачивание крестьян. Так в селе для пополнения материально-технической базы колхозов у крепких крестьян-хозяйственников, таких как Архиповы, Глазычевы, Драбатухины, Непрокины, Шибковы и другие, были изъяты производственные комплексы, такие как мельницы и крупорушки, средства производства, скот и птица, урезались или изымались земельные наделы..
Известны случаи арестов жителей и уроженцев села по обвинениям в контрреволюционной деятельности согласно ст. 58 Уголовного кодекса РСФСР с дальнейшей ссылкой в концентрационные лагеря или расстрелом.
С приходом советской власти в селе были образованы колхозы: Мировой Октябрь, сельхозартель им. В. М. Молотова, сельхозартель им. Л. М. Кагановича, Труд.
В 20-х годах образовывается Павловский сельский Совет народных депутатов в составе Сосновской волости Тамбовского уезда. Одно из зданий сельского совета располагалось в Низовке.
Политика советского государства в период НЭПа в отношении землепользования с утверждением нового Земельного кодекса РСФСР в 1922 году в целях приближения земледельцев к обрабатываемым ими землям предусматривала расселение населения в пределах обжитых местностей путём выхода домохозяйств на хутора или поселки. Так в период 1923—1924 гг ряд домохозяйств из Павловки переместились на новые места образовав 2 хутора: Павловский-1 (Пугачевский) и Павловский-2. В 1926 году население хутора Пугачевский составляло 101 человек в 17 домохозяйствах, а в хуторе Павловский-2 74 человека в 14 домохозяйствах. Позже хутор Пугачевский приобретёт статус деревни, в котором просуществует до 1978 г. В Пугачевке существовал колхоз «Красный путь».
По данным Всесоюзной переписи 1926 года в Павловке насчитывалось 388 домохозяйств (учёт проводился по главам хозяйств) с населением 1970 человек обоего пола.
В ходе административно-территориальных реформ советского периода: прежнее деление на губернии, уезды и волости было заменено на новое — области, округа, районы, сельсоветы, — село в течение непродолжительного отрезка времени было в составе: Мордовского района Борисоглебского округа Центрально-Чернозёмной области (14 мая 1929 — 23 июля 1930 г. г.), Мордовского района ЦЧО (до 13 июня 1934 г.), Мордовского района Воронежской области, Шульгинского района Воронежской области (с 18 января 1935 года), Шульгинского района Тамбовской области (с 4 февраля 1939). 4 июля 1956 года село передано в административное подчинение Мордовскому району Тамбовской области.
В 1959 году реорганизация колхозов приводит к созданию на территории села Павловского отделения совхоза им. И. В. Сталина, во времена хрущевской оттепели переименован в Совхоз им. В. И. Ленина.
В Павловском отделении совхоза, самом большом на тот момент, функционировали: молочно-товарная ферма с летним лагерем для содержания крупного рогатого скота; кухня-столовая для работников и служащих; конюшни; мастерские для обслуживания парка сельскохозяйственной техники с базой горюче-смазочных материалов; контора управления; крытый зерновой ток с двумя зерноочистительными агрегатами (ЗАВы) и двумя зерноскладами; пункт весового контроля (весовая) с автомобильными весами; система водоснабжения зданий МТФ и иных сооружений из артезианских скважин с двумя водонапорными башнями типа башен Рожновского; общественная баня; сельский клуб с библиотекой; сельский магазин.
Большинство зданий и сооружений, располагавшихся в отделении, выведено из эксплуатации руководством совхоза и впоследствии разрушено в период 1991—2000 гг.
Для полива экспериментальных полей на площади более 1000 га в период 1973—1983 гг была устроена мелиоративная система с подачей воды из водохранилища, организованного в русле реки Солонка. Система мелиорации состояла из: двух электрифицированных насосных станций — одна у большой плотины на реке Солонка, а вторая в полях, накопительного бассейна, напорных трубопроводов и дождевальных установок. В период 1990—2000 гг система была выведена из эксплуатации и разрушена, насосное оборудование и трубопроводы демонтированы и сданы в металлолом.
С мая 1978 года решением исполнительного комитета Тамбовского областного Совета народных депутатов Павловский сельский совет был переименован в Ленинский сельский совет и его центр перенесен в Центральное отделение совхоза им. В. И. Ленина, с 2014 года и по настоящее время село относится к Новопокровскому поссовету Мордовского района.
В конце 1980-х в селе были построены последние дома для сотрудников совхоза, расположены они в Ильменовке. Это четыре двухквартирных жилых дома из силикатного кирпича с раздельным санузлом, оборудованным водогрейной колонкой на дровах. Ещё три дома правление совхоза не успело возвести, от них частично остались лишь фундаментные блоки. В селе есть ещё шесть бывших совхозных домов, пять из которых расположены на Кашаре и в народе их называют «Белые дома», а один на Ильменовке. Эти дома были построены раньше в период большой стройки, которая велась в Павловском отделении совхоза в период с 1965—1975 года.

## Состав села

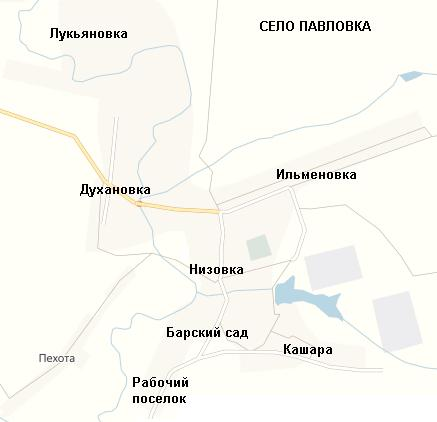
План села

Планировочная структура села в настоящее время представлена следующими улицами:
- Духановка — название улицы предположительно, связано с тем, что когда-то здесь была мелкая торговая лавка — духан.
- Низовка — улица расположена в низине, отсюда и происходит такое название.
- Ильменовка — самая длинная улица села. Название улицы пошло от озера Ильмень, мимо которого проходит дорога из села в сторону урочища Пугачевка (ранее деревня Пугачевка) и далее Семеновку (Токаревский район).
- Кашара — в основу названия улицы легло слово кошара, поскольку именно в этой части села был расположен овчарный завод господ Челищевых.
- Барский сад — название этой улице дал тот факт, что на ней остались насаждения сада помещиков, владевших селом.
- Рабочий поселок — название улицы связано с тем, что в советские годы здесь были построены бараки для рабочих машинно-тракторной станции (МТС), которая находилась напротив.

Ранее встречались названия: Политовский порядок — ряд домов, располагавшийся по направлению к соседнему селу Михайловке, оно же Политово. В настоящее время — это небольшая часть Рабочего поселка, большая же часть Политовского порядка — пашня и заброшенные огороды.

## Экономика
В настоящее время на территории села не осталось ни одного действующего производственного сооружения или здания. Некогда один из самых богатых совхозов Мордовского района, и Тамбовской области — совхоза им. Ленина, позже Госсемхоз им. Ленина ГНУ ТНИИСХ РОССЕЛЬХОЗАКАДЕМИИ был упразднен в апреле 2013 года.
Близлежащие к селу поля находятся в аренде и обрабатываются одним арендатором по состоянию на 01.04. 2022 года — ООО «Добрыня», входящее в состав группы компаний «Сюкден», также управляющей Добринским сахарным заводом в Липецкой области.
В 2012 году закончено строительство магистрального газопровода, который принес голубое топливо жителям сёл Михайловка, Павловка, Сосновка.

## Транспорт и дороги
К центральной части села подведено асфальтированное дорожное покрытие, примыкающее к автомобильной трассе «Воронеж — Тамбов». Съезд по указателю «Политотдельское». Регулярного централизованного транспортного сообщения с районным центром — пгт. Мордово и областным центром — не осуществляется.

Сеть грунтовых дорог связывает село с населёнными пунктами района: Михайловка, Ахматово, Сосновка, Петровка, Совхоз им. Ленина, а также Токаревским районом

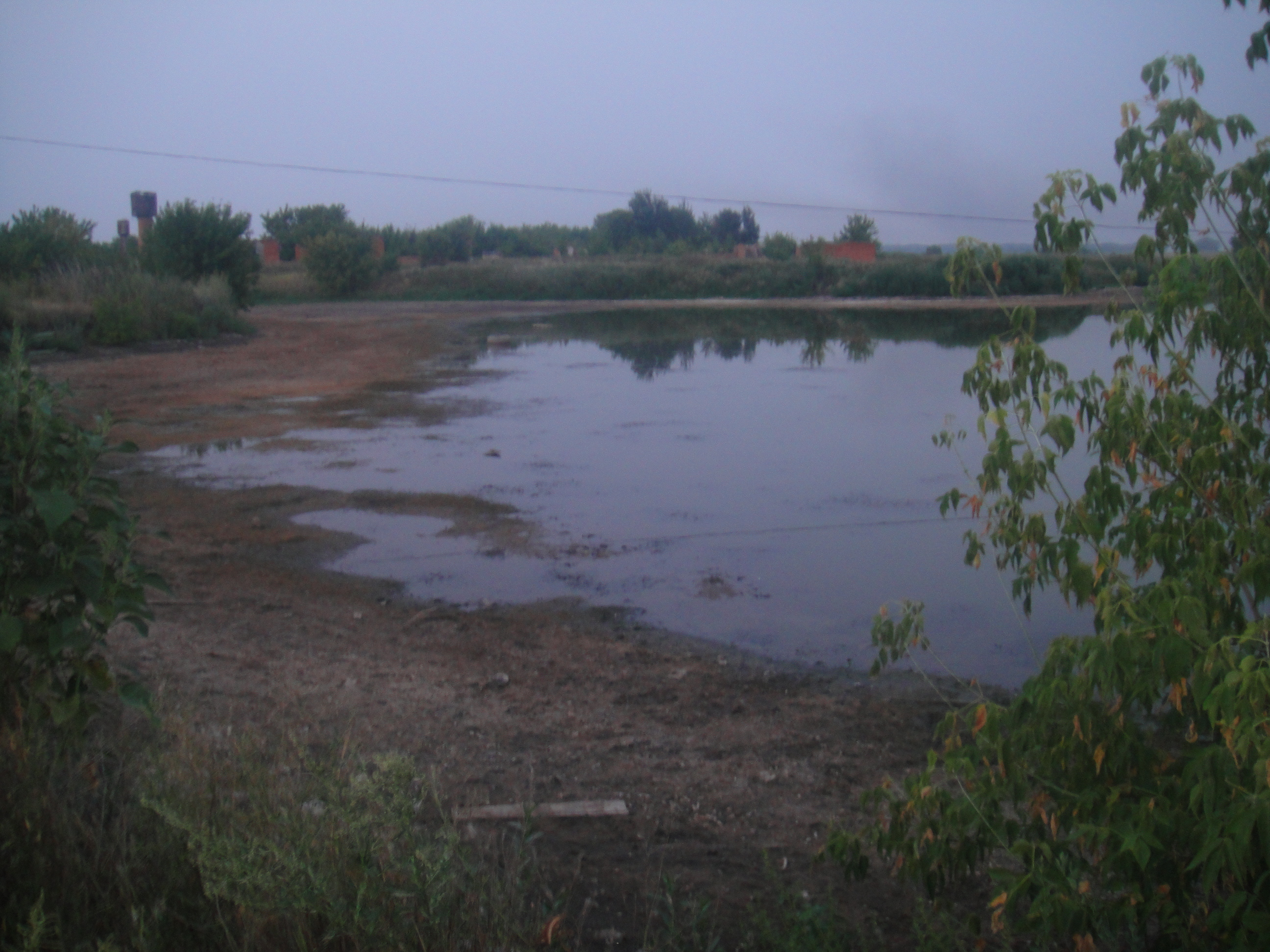
Кашарский пруд. Лето 2010.

Строительство дороги с асфальтированным покрытием было закончено в 1993 году. В рамках строительства дороги въезд в село был немного смещен по сравнению со старыми дорожным трактом.
В 2019 году от съезда с асфальтовой дороги на грунтовую дорогу в районе дома #38 по улице Ильменовка по направлению к урочищу Пугачевка были произведены укрепление основания грунтовой дороги (песочная подушка) и отсыпка дороги щебнем практичеески до пруда Ильмень.
На реке Пласкуша устроены две дорожные насыпи с водопропускными трубами. По одной из насыпей проходит дорога с Духановки и Пехоты, ранее на ней было покрытие из железобетонных плит, которые в 90-е годы XX века были демонтированы. В своем современном состоянии насыпь пригодная для проезда транспорта в высоким дорожным просветом. Это исторический въезд в село — здесь располагался деревянный мост ведущий через реку в село. Вторая насыпь находится в менее ужасающем состоянии, имеет асфальтовое покрытие, по ней проходит дорога, соединяющая село с автодорогой  Р193 Воронеж — Тамбов.
Кашарский пруд имеет две земляные насыпи с водопропускными трубами для естественного сброса излишков воды в весеннее половодье. Первая насыпь рядом с сельским кладбищем — по ней проходит грунтовая дорога ведущая на Кашару. Усилиями местных жителей насыпь поддерживается от размыва и обрушения, поскольку отделяет пруд от большого оврага. Вторая насыпь, внизу у старого магазина — по ней проходит грунтовая дорога на Барский сад, Рабочий поселок, Михайловку, она отделяет пруд от реки Пласкуши. На пруду также есть небольшой мост, который ведёт из Кашары на развалины летнего база, где когда-то в недалеком прошлом паслось поголовье павловской МТФ.

## Связь
В селе расположена АТС, обслуживающая местное население. Услуги связи оказывает Тамбовский филиал ОАО «Ростелеком» (до 1 апреля 2011 года — Тамбовский филиал ОАО «ЦентрТелеком»). Осуществляется уверенный приём сигналов всех операторов сотовой связи региона — Мегафон, Билайн, МТС, Tele2, Тамбов GSM.
В центральной части села имеется отделение Почты России, через которое осуществляется рассылка корреспонденции, подписка на периодическую печать, выплата пенсий населению. Дополнительно можно приобрести продукты питания, заказать фотографии. Почтовый индекс — 393612

## Потребительский рынок
В здании отделения связи функционирует магазин, в котором можно приобрести продукты питания и хозяйственные товары первой необходимости. Кроме того, осуществляется торговля с автолавок.

## Здравоохранение
В апреле 1886 года на территории села решением Тамбовского уездного земского собрания открыт приемный покой для сифилитиков. Приемный покой состоял из амбулатории и больнички на 6 койкомест, которая разместилась в вольнонаемной крестьянской избе. В настоящее время не сохранился.
На территории села функционирует фельдшерско-акушерский пункт, который прикреплен к Сосновскому центру общеврачебной практики ТОГБУЗ «Мордовская центральная районная больница», который располагается в одном здании с почтой и магазином по адресу: ул. Ильменовка, д. 42

## Образование

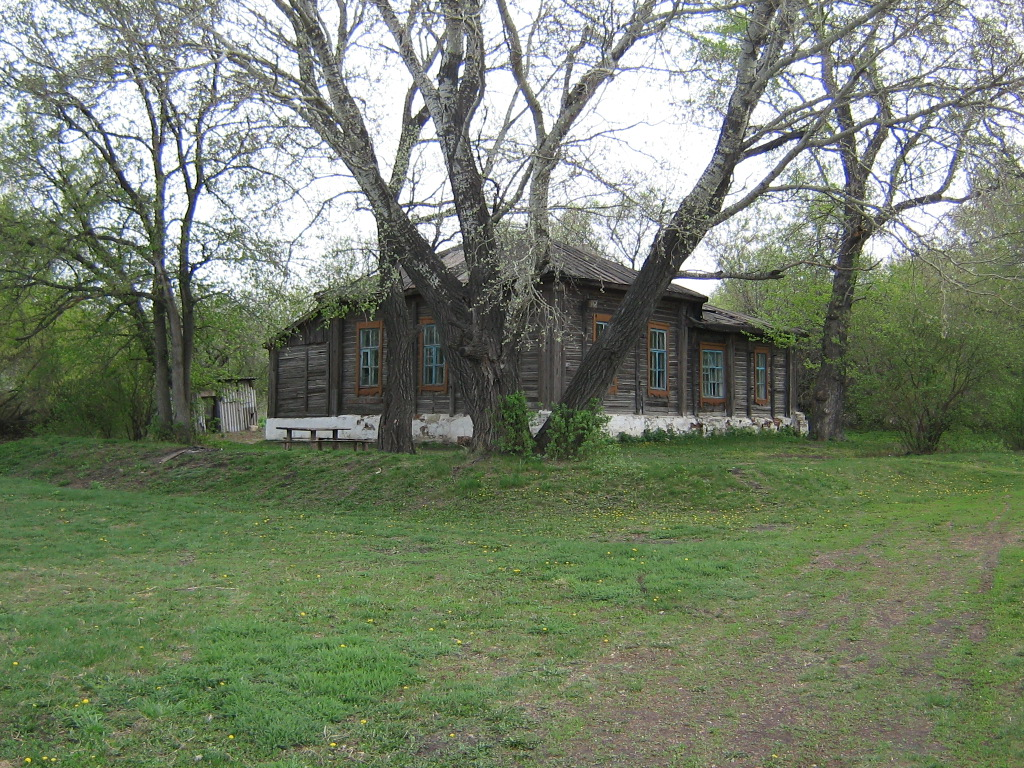
Земская школа

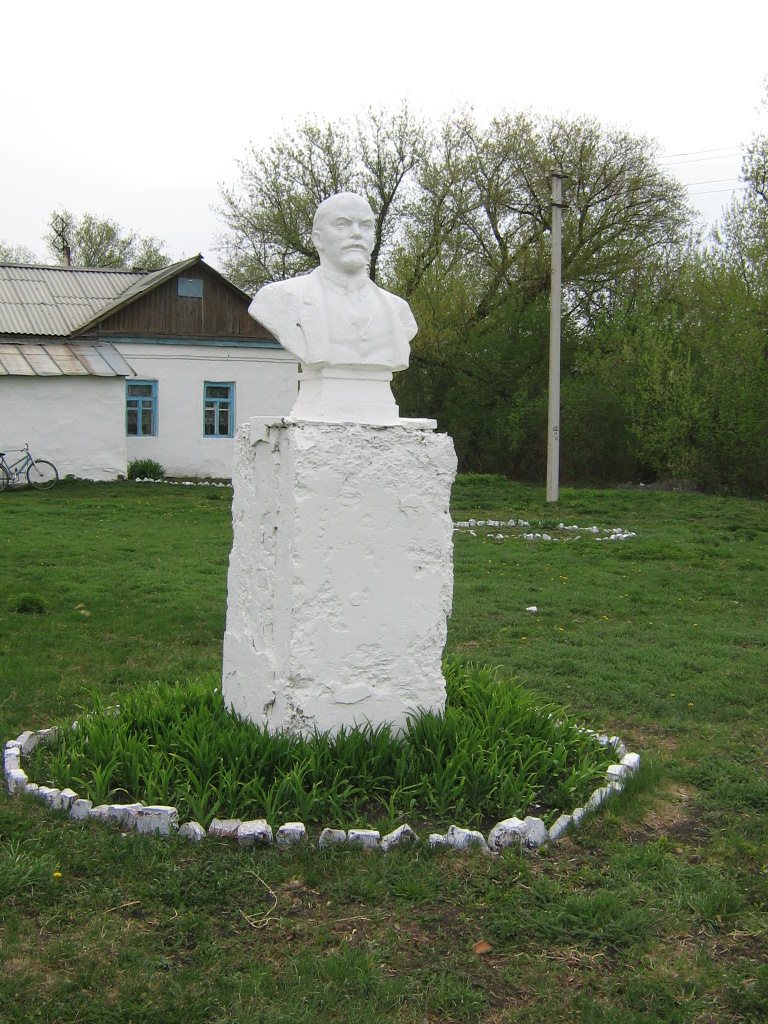
Павловская начальная школа

В апреле 2013 года остановлена деятельность начальной детской школы — Павловский филиал муниципального общеобразовательного учреждения «Новопокровская средняя общеобразовательная школа» в связи с аварийным состоянием здания. Также остановлена деятельность филиала межпоселенческой районной центральной библиотеки. Летом 2016 года здание «новой» школы было разрушено, «старая» школа в аварийном состоянии, но продолжает стоять.

## Водные объекты
Водные объекты на территории села представлены рекой Пласкушей, Кашарским прудом, небольшим безымянным прудом в конце улицы Ильменовка (по направлению к Пугачевке).
Около 1862 года по картографическим данным на реке Пласкуша недалеко от устья реки Солонки существовала плотина, здесь река была широкой, но пруд по реке Пласкуша позже в результате сильных половодий был утрачен, сейчас в этом месте расположена Пехота.
По данным на 1903 год в селе никаких водоемов не было, воду жители брали из реки, а на полях существовало два пруда. Отсутствие с должном количестве водоемов в селе и на полях создавало проблемы водопоя скота и обостряло ситуацию в случае пожаров. В окрестностях в лощинах существовали полевые казённые пруды, которые были приведены в соответствие ориентировочно в период 1891—1892 г.г. под руководством Временного Особого Управления общественными работами во главе с генералом Анненковым, которое было учреждено правительством для помощи населению губерний, пострадавших от неурожая.
В Кашарском пруду ловятся карась, плотва, окунь, пескарь, сазан, уклейка.
В Пласкуше ловятся подлещик, плотва, уклейка, щука, окунь, язь, голавль, красноперка, налим, карась, сазан, ёрш, рак.
Пласкуша является местом обитания выхухолей, бобров, ондатр.
Также на территории села находится устье реки Солонка. Недалеко от этого места в селе существовала водяная мельница.

## Религия
В 1884 году на средства жителей села была построена теплая деревянная церковь и её престол освящён в честь Архистратига Михаила. При церкви имелась библиотека. Было церковно-приходское попечительство в ведении которого находилась церковная школа. Метрические книги велись с 1884 года.
В настоящее время от церкви не осталось и следа, так как была разобрана в самом начале становления советской власти.
Часовня на святом колодце была разрушена.
Осенью 2017 году на месте разрушенной церкви установлена памятная доска и поклонный крест, примечательно что при установке ограды был обнаружен фундамент разрушенной церкви.
На территории села недалеко от развалин школы и сельского клуба расположено сельское кладбище, на котором нашли свой последний приют как жители села, так и жители окрестных деревень. Во время обустройства кладбища были проделаны работы по обнесению кладбища рвом, а прилегающей к нему территории небольшим валом.

## Достопримечательности

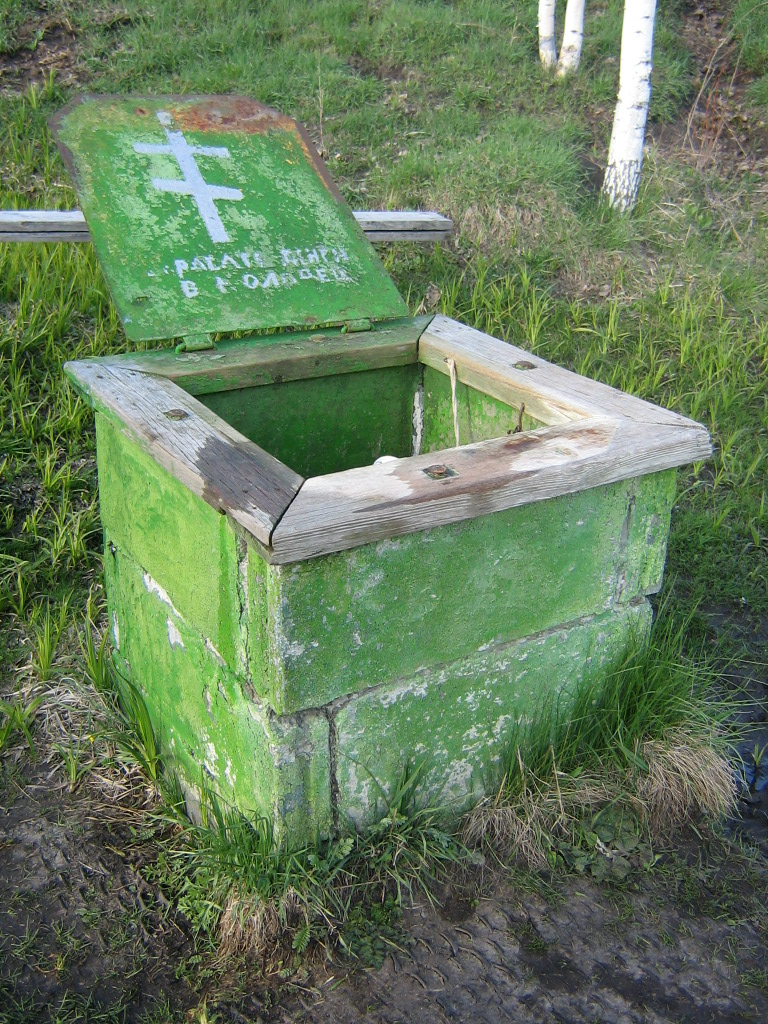
Святой источник с. Павловка

На территории села расположен святой источник, который был вырыт местным жителем после того, как его во сне несколько раз посетила с данным указанием Пресвятая Богородица. 

Молва об этом колодце все распространяется дальше и дальше, потому что открыто говорят, что здесь происходят исцеления, в силу чего народ и валит со всякими болезнями.— 
Местные жители ждали открытия святых мощей рядом с колодцем. Молебны на колодце были запрещены летом 1926 года, но народ всё равно шёл за исцелением. В ноябре того же года на собрании, организованном Уездным комитетом было принято решение о разрушении часовни и засыпке колодца.
Земская школа села Павловка-Челищево построена по некоторым данным уже к 1864 году, но одно из официальных задокументированных подтверждений имеется в 1907 году, где школа числится как содержащаяся за земский счет, но построенная на ссудные деньги. Штат учителей был малочисленным, так по сведениям на 1912—1913 гг в школе трудилась лишь одна учительница — Арчакова Мария Гавриловна. Здание земской школы использовалось для размещения классов начальной школы, мастерских и библиотеки. Имело собственную печь для отопления. Здание было закрыто для учеников лишь в 2005—2006 годы в связи с аварийным состоянием. В настоящее время здание практически утрачено.
Перед развалиными школьных зданий установлен на постаменте бюст В. И. Ленина, перенесенный на это место от утраченного здания сельского клуба.